# Philibert xứ Chalon
Philibert de Chalon (18 tháng 3 năm 1502 - 3 tháng 8 năm 1530) là Thân vương xứ Orange cuối cùng đến từ Nhà Chalon-Arlay. Ông phục vụ Hoàng đế Karl V của Thánh chế La Mã với tư cách là chỉ huy quân đội ở Bán đảo Ý và bị tử trận trong giai đoạn cuối của Cuộc vây hãm thành Florence (1530), ông không để lại người thừa kế, nên ngai vàng của Thân vương quốc Orange đã để lại cho hậu duệ của người em gái Claudia xứ Chalon là Hoàng tử René.
Người cháu trai René thuộc Nhà Nassau gốc Đức, sau khi thừa kế tước hiệu Thân vương xứ Orange, bản thân ông đã đặt nền móng cho sự ra đời của Vương tộc Orange-Nassau sau này. 